# Ernst Poseck
Waldemar Martin Ernst Poseck (* 16. Mai 1893 in Berlin; † 19. November 1952 in Kitzbühel, Österreich) war ein deutscher Schriftsteller.
Der Sohn des Berliner Baumeisters Robert Poseck verließ die Schule vorzeitig, um Schriftsteller zu werden. Nach schwierigen Anfangsjahren gelang ihm der Durchbruch über den Umweg des Autographenhändlers. Er spezialisierte sich autodidaktisch auf Dokumente der preußischen Königsfamilie und lernte bei dieser Tätigkeit neue Förderer kennen. Damit einher ging die Renaissance der Hohenzollern. So fand er für sein Hauptwerk, literarisch gestaltete Biographien dieser Zeit, einen Verleger. Die reiche Dokumentation und die für ein literarisch gedachtes Werk ungewöhnliche Sorgfalt bei der Quellenangabe sind noch heute Fundgrube für nachfolgende Autoren.

## Werke
- Louis Ferdinand Prinz von Preussen. Verlag Karl Siegesmund, Berlin 1938
- Die Kronprinzessin Elisabeth Christine. Steuben-Verlag Paul G. Esser, Berlin 1940
- Preußisches Rokoko. Steuben-Verlag Paul G. Esser, Berlin 1940
- Alte Ohle. Steuben-Verlag Paul G. Esser, Berlin 1941